# Hainsfarth
Hainsfarth – miejscowość i gmina w Niemczech, w kraju związkowym Bawaria, w rejencji Szwabia, w regionie Augsburg, w powiecie Donau-Ries, wchodzi w skład wspólnoty administracyjnej Oettingen in Bayern. Leży około 30 km na północny zachód od Donauwörth, przy drodze B466 i linii kolejowej Nördlingen - Gunzenhausen.

## Demografia
| Rok  | Liczba mieszk. |
| ---- | -------------- |
| 1970 | 1 466          |
| 1987 | 1 443          |
| 2000 | 1 517          |

## Polityka
Wójtem gminy jest Klaus Engelhardt, poprzednio urząd ten obejmował Franz Bodenmüller, rada gminy składa się z 12 osób.
|      | FWG | VWG | FWG Steinhart | Razem |
| 2008 | 10  | -   | 2             | 12    |
| 2002 | 7   | 3   | 2             | 12    |

## Oświata
W gminie znajduje się przedszkole oraz szkoła podstawowa (4 nauczycieli i 66 uczniów).